# Gimli (Manitoba)
Gimli es un pueblo situado en el municipio rural de Gimli y situado en el lado oeste del lago Winnipeg, en la provincia canadiense de Manitoba. Tiene una marcada influencia de la cultura de Islandia, así como de su lengua, por lo que se le conoce como Nueva Islandia. Su población se acerca a los 2000 habitantes.

## Características
El lugar donde se encuentra Gimli fue colonizado por descendientes de islandeses y más tarde por nuevos contingentes de inmigrantes islandeses. 
La región, que se hizo conocida como Nueva Islandia, ha preservado la cultura y la lengua islandesa dentro de Canadá, y desde 1874 Gimli ha celebrado este patrimonio con el Festival de Islandia, el cual recibe varios miles de turistas durante tres días cada año en agosto. Esta muestra ofrece obras de arte en el centro de Gimli, desde joyas a pinturas, y también platos tradicionales islandeses. 
Gimli también lleva a cabo un festival de cinco días de cine de verano, durante el cual las películas se proyectan en una pantalla en el lago a las audiencias ubicadas en la playa.